# بيل فيبس
بيل فيبس هو محامي كندي، ولد في 1942 في تورونتو في كندا.